# Marguerite (film, 2015)
Pour les articles homonymes, voir Marguerite (film).
Pour plus de détails, voir Fiche technique et Distribution.
Marguerite est une comédie dramatique franco-tchéco-belge coécrite et réalisée par Xavier Giannoli, sortie en 2015.
Le film se déroule à Paris, dans les années 1920. Marguerite est une aristocrate vieillissante, passionnée de musique. Persuadée de son talent, elle a plaisir à chanter devant ses amis à son domicile, mais elle chante excessivement faux, et ni ses amis ni son mari n'osent lui dire la vérité. Un jour, elle décide de chanter à l'opéra devant un vrai public, elle engage donc comme professeur de chant Atos Pezzini, un chanteur d'opéra sur le retour.
Il est sélectionné et présenté en compétition à la Mostra de Venise et reçoit quatre César dont celui de la meilleure actrice pour Catherine Frot lors de la 41e cérémonie des César.

## Synopsis

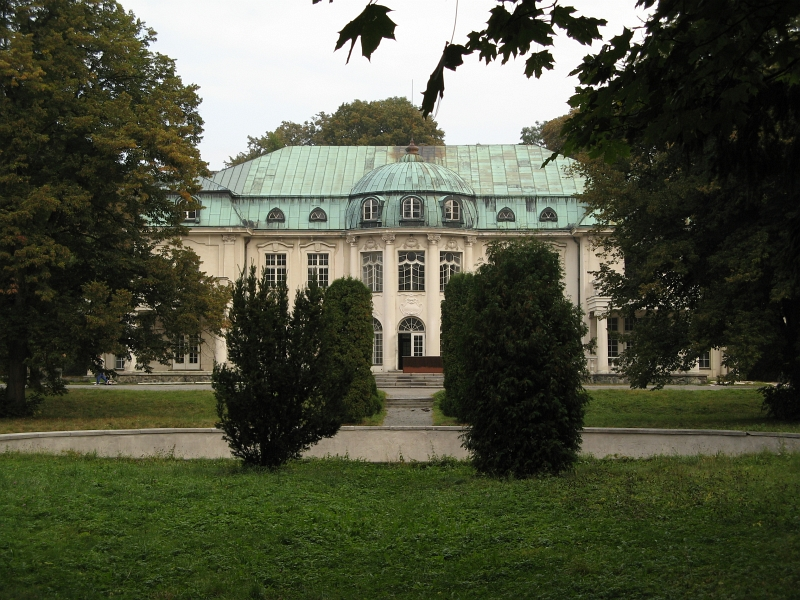
La demeure de Marguerite (Château (zámek) de Slapy, en République tchèque)

En septembre 1920, une jeune chanteuse d'opéra dénommée Hazel est conviée, pour la première fois, à effectuer au pied levé un remplacement au cours d'un récital, organisé au bénéfice des orphelins de guerre. Celui-ci est organisé dans une belle demeure bourgeoise tenue par le couple d'aristocrates, les Dumont, dont l'épouse, la comtesse Marguerite, une quinquagénaire enjouée et débonnaire, passionnée par la grande musique et notamment par les grands airs d'opéra, l'incline à penser qu'elle serait une grande artiste capable d'interpréter les plus grands airs.
Durant ce récital où plusieurs autres artistes ainsi que des notables de la région sont invités, Hazel fait la connaissance du journaliste Lucien Beaumont et de son ami Kyrill Von Priest, un artiste dadaïste touche-à-tout et particulièrement provocateur. Elle découvre également Madelbos, le majordome, photographe amateur, aussi proche que discret de Marguerite qui, très riche, est la mécène de cette manifestation. Le seul moment pénible de ce festival survient lorsque la comtesse Marguerite se produit en chantant de façon atroce sans aucun sens de la mesure mais sans être consciente que sa prestation, qui se limite à de véritables braillements, la rend particulièrement ridicule. Cependant, ni cette « bonne société », qu'elle invite sous son toit, ni son mari, qui l'a au départ épousée pour sa fortune et qui fait tout ce qu'il peut pour ne pas assister à ses tours de chants, n'osent lui dire la vérité.
Soutenue par les jeunes personnes, apparemment sincères, venues assister à sa prestation (Lucien, Kyrill et Hazel) et en sous-main par Maldebos, Marguerite, toujours pleinement convaincue de son « talent » de cantatrice, va pouvoir se rendre à une première manifestation, organisée en ville, où elle massacre la Marseillaise , durant la diffusion d'un film assez provocateur, ce qui entraine la désapprobation de la classe à laquelle pourtant elle appartient, au grand désarroi de son mari. Toujours entrainée par ses jeunes amis et notamment par Lucien Beaumont et l'appui toujours discret de Madelbos, elle embauche le professeur de chant Atos Pezzini qui, contraint, mais aussi intéressé par l'argent, considère, après l'avoir auditionnée, que Marguerite présente un talent « personnel ». Après cette formation qui n'améliore guère les capacités lyriques de la comtesse, celle-ci est invitée à se produire sur la scène d'un vrai opéra devant un vrai public. Face à celui-ci, médusé, la fausse-vraie cantatrice se lance alors dans un véritable massacre de Casta Diva entrainant l'hilarité générale. Ses trois admirateurs sont assez consternés, Pezzini, lui, est assez gêné et son majordome, comme toujours, reste impassible. Un court miracle semble se produire car Marguerite se met à chanter juste quelques secondes avant de s'écrouler sur la scène, victime d'une hémorragie bucco-pharyngée.
Hospitalisée, Marguerite va devoir faire face à une ultime épreuve. À la demande de son médecin, elle va devoir écouter un enregistrement (sur disque) de sa propre voix, effectué lors d'un tour de chant, le praticien pensant que cette brutale révélation mettra fin à son délire de grandeur. Avec l'accord du mari et le soutien (toujours très discret) de Madelbos, mais les craintes de Hazel, Marguerite va alors devoir découvrir sa vraie voix. Mais juste après l'écoute de l'enregistrement, elle s'écroule face au phonographe et reste inanimée dans les bras de son mari qui tente de la réanimer. C'est le moment choisi par le majordome pour prendre une ultime photo de sa maîtresse,,, son chef-d’œuvre photographique.

## Fiche technique
- Titre original : Marguerite

- Réalisation : Xavier Giannoli

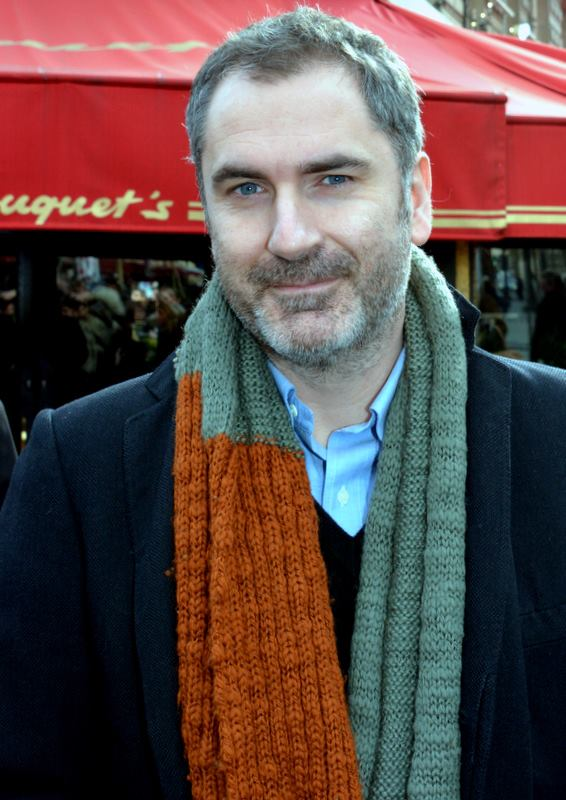
Xavier Giannoli au déjeuner des nommés des César du cinéma de 2016 pour lequel il est invité en tant que réalisateur de ce film

- Scénario : Xavier Giannoli et Marcia Romano
- Musique : Ronan Maillard
- Décors : Martin Kurel
- Costumes : Pierre-Jean Larroque
- Photographie : Glynn Speeckaert
- Son : Gabriel Hafner et François Musy
- Montage : Cyril Nakache
- Production : Olivier Delbosc et Marc Missonnier
- Sociétés de production : Fidélité Films ; Sirena Film, Scope Pictures et France 3 Cinéma (coproductions)
- Société de distribution : Memento Films Distribution
- Pays d'origine :   France /  République tchèque /  Belgique
- Langue originale : français
- Format: couleur
- Genre : Comédie dramatique et historique
- Durée : 127 minutes
- Dates de sortie :
  - Italie : 4 septembre 2015 (avant-première mondiale à la Mostra de Venise)
  - France, Belgique : 16 septembre 2015
  - Suisse romande : 23 septembre 2015
  - République tchèque : 24 septembre 2015
  - Québec : 28 octobre 2015

## Distribution

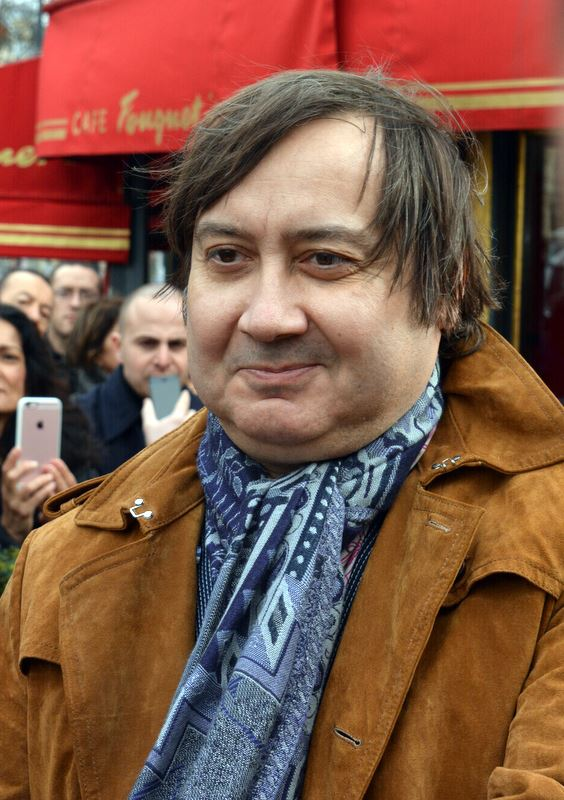
Michel Fau au déjeuner des nommés des César du cinéma pour lequel il est invité au titre de son rôle d'Atos Pezzini

- Catherine Frot : Marguerite Dumont
- Virginie Gattino : sa doublure vocale
- André Marcon : Georges Dumont
- Denis Mpunga : Madelbos
- Michel Fau : Atos Pezzini / Divo
- Christa Theret : Hazel Klein
- Sylvain Dieuaide : Lucien Beaumont
- Aubert Fenoy : Kyrill von Priest
- Théo Cholbi : Diego
- Sophie Leboutte : Félicité La Barbue
- Astrid Whettnall : Françoise Bellaire
- Jean-Yves Tual : Monsieur Taupe
- Vincent Schmitt : Le médecin de l'hôpital

## Production

### Genèse et développement

#### Inspiration
L'histoire du personnage principal (Marguerite) est très librement inspirée de la vie de la cantatrice américaine Florence Foster Jenkins. Stephen Frears a également réalisé en 2016 un film biographique postérieurement au film Marguerite, intitulé Florence Foster Jenkins, avec Meryl Streep dans le rôle-titre.
Le nom de Marguerite Dumont est également un pseudonyme porté par Margaret Dumont, actrice américaine des années 1930 et souffre-douleur des Marx Brothers dans leurs films où il lui arrivait souvent de jouer des rôles de cantatrice ratée.

#### Voix du film
La voix, volontairement faussée, du personnage interprété par Catherine Frot est celle de la chanteuse lyrique française Virginie Gattino (mixée avec celle de l'actrice), embauchée à l'occasion du casting du film en 2014.
La voix d'Atos Pezzini, personnage interprété par le comédien français Michel Fau, est celle du ténor Mario Del Monaco, décédé en 1982. Il chante la quasi-totalité du grand air de Paillasse : Recitar... Vesti la giubba.

### Tournage
Le tournage a lieu en République tchèque, à Brno (théâtre) et au château (zámek) de Slapy. On reconnaît également, dans le film, la façade du théâtre de Vinohrady (théâtre où Marguerite découvre Atos Pezzini sur scène) et du Rudolfinum (théâtre où Marguerite se produit pour la première fois en public), à Prague.

### Musique
- Henry Purcell : King Arthur, Come ye sons of art
- Léo Delibes : Lakmé, Duo des fleurs
- Wolfgang Amadeus Mozart: La Flûte enchantée, air de la reine de la nuit et ouverture
- Sonate en trio en sol mineur RV 74
- Rouget de Lisle : La Marseillaise
- Jean-Sébastien Bach : Prélude et fugue en ut dièse mineur BWV 849
- Wolfgang Amadeus Mozart : Les Noces de Figaro, voi che sapete
- Jean-Sébastien Bach : Prélude en mi majeur BWV 878
- Georges Bizet : Carmen, Habanera
- Michael Nyman : Chasing sheep is best left to shepherds
- Vincenzo Bellini : Norma, Casta Diva
- Jean-Sébastien Bach : Toccata en ré mineur BWV 565 : Fugue
- Wolfgang Amadeus Mozart : Sérénade n10 K 361

## Box office
Le film a bénéficié de 1 065 499 entrées en France sur 28 semaines entre le 16 septembre 2015 et le 30 mars 2016.

## Distinctions

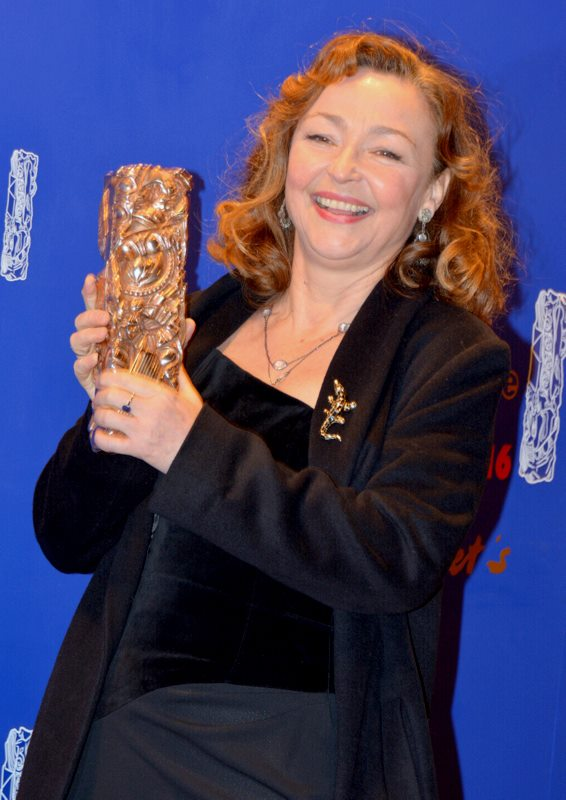
L'actrice principale Catherine Frot et son César de la meilleure actrice.

### Récompenses
- 21e cérémonie des prix Lumières 2016 : 
  - Meilleure actrice pour Catherine Frot

- César 2016 : 
  - Meilleure actrice pour Catherine Frot
  - Meilleurs décors
  - Meilleurs costumes
  - Meilleur son

- Mostra de Venise 2015 : 
  - Prix Padre Nazareno Taddei (it)

### Nominations et sélections
- Mostra de Venise 2015 : 
  - sélection officielle

- 21e cérémonie des prix Lumières 2016 : 
  - Meilleur film
  - Meilleur réalisateur pour Xavier Giannoli
  - Meilleur scénario pour Xavier Giannoli

- 6e cérémonie des Magritte du cinéma 2016 : 
  - Meilleur film étranger en coproduction